# Polyommatus biformis
Polyommatus biformis är en fjärilsart som beskrevs av Tutt 1910. Polyommatus biformis ingår i släktet Polyommatus och familjen juvelvingar. Inga underarter finns listade i Catalogue of Life.